# Dan Peña
Dan Peña (10 augustus, 1945) is een Mexicaans-Amerikaans ondernemer en motivatiespreker.

## Biografie

### Vroege jaren
Peña werd op 10 augustus 1945 te Jacksonville geboren als zoon van een eenvoudig gezin. Zijn moeder Amy was Mexicaans en zijn vader Manuel was een Amerikaanse politieagent in Los Angeles. Peña was naar eigen zeggen als kind moeilijk te hanteren, wat tot conflicten met zijn vader leidde. Tijdens zijn tienerjaren bezondigde Peña zich aan alcoholmisbruik en kwam hij veelvuldig in aanraking met justitie.

### Carrière
Na zijn tienerjaren sloot Peña zich in 1966 voor enkele jaren aan bij het leger om vervolgens een bachelordiploma in de bedrijfskunde te behalen aan California State University - Northridge. Na het behalen van zijn diploma werd hij verkoopsleider bij een investeringsmaatschappij in vastgoed, gevestigd op Wall Street. In zijn eerste jaar ontsloeg hij daar vijftig personeelsleden, wat hem de bijnaam Hatchet Man ('De man met de bijl') opleverde. Nadat deze investeringsmaatschappij enkele tegenslagen te verduren had gekregen, vervolgde Peña zijn carrière korte tijd als onafhankelijk belegger.
In 1982 richtte hij zijn eigen energiebedrijf op, genaamd Great Western Resources Inc. gevestigd in Houston. Profiterend van de naweeën van de energiecrises van de jaren '70, groeide zijn bedrijf binnen tien jaar uit tot een grote speler op de energiemarkt, met een geschat marktaandeel van 450 miljoen dollar.
Peña leidde een duur leven en had een voorkeur voor luxe. Hij kocht in 1984 het Guthrie Castle in Schotland, waarmee hij de zakenwereld wilde imponeren en de indruk wilde geven dat het hem financieel voor de wind ging.
In 1992 werd hij door de raad van bestuur uit het bedrijf gezet. Volgens Peña hadden ze genoeg van zijn dure, opvallende levensstijl en van zijn gewoonte om gevoelig liggende bedrijfszaken te bespreken met de pers. Ook zou hem de koersval van het aandeel zijn verweten. Verbolgen over zijn ontslag spande Peña een rechtszaak vanwege contractbreuk aan tegen de raad van bestuur, waarop het bedrijf vervolgens besloot om Peña aan te klagen wegens onder andere wanbeleid en nalatigheid. Hij werd in 1993 in het gelijk gesteld en Great Western Resources Inc. werd door de rechter verplicht om Peña een schadevergoeding van 3 miljoen dollar uit te keren en hem 80% van de aandelen toe te kennen.

## Quantum Leap Advantage
Sinds 1993 geeft Peña bedrijfsfilosofiecursussen onder de naam 'Quantum Leap Advantage'. Deze cursussen vinden voornamelijk plaats in Guthrie Castle. Daarenboven is hij een veelgevraagd motivatiespreker op universiteiten en bedrijfsgerelateerde evenementen. Peña staat bekend om zijn onorthodoxe manier van motiveren: kenmerkend is het kleineren van cursisten en het veelvuldig gebruik van schuttingtaal. Video-opnames van zijn cursussen zijn miljoenen keren bekeken op YouTube.

## Juridische problematiek
- In 2003 werd Peña voor £70.000 aangeklaagd door een Londens advocatenbureau voor het in gebreke blijven van betalingen.[8]
- In 2009 werden Peña en zijn vrouw onderdeel van een grootschalig cybercrime-onderzoek in India. Dit omdat vermoed werd dat zij via een callcenter in India creditcardgegevens zouden stelen. Uiteindelijk werden Peña en zijn vrouw vrijgesproken van deze verdenking.[13][14]
- In 2017 ontvreemdde een medewerker van Peña een aanbetaling van £130.000 bestemd voor een huwelijk op Guthrie Castle. De werknemer werd uiteindelijk veroordeeld tot 30 maanden celstraf, Peña vergaf hem en draaide zelf op voor de kosten.[15][16]

## Varia
- In 1987 kocht Peña via een veiling een 60 jaar oude fles The Macallan voor £5.500, met deze aankoop verbrak hij destijds het  Guiness World Record van duurste alcoholische versnapering.[17]
- In 2017 werd Peña door Elizabeth II van het Verenigd Koninkrijk geridderd tot werkende broeder in de Vijfde Orde van Sint-Jan.[18]
- In 2021 verkreeg Peña de Britse nationaliteit.[19]
- Peña staat bekend als Chicano de oro ('De gouden Chicano').[6] Chicano is een benaming voor Mexicanen die woonachtig zijn in de Verenigde Staten. 'Goud', als bijvoeglijk naamwoord, is een toespeling op zijn vermeende financiële succes.[20]
- Begin 2022 maakte Peña bekend dat hij wil meedoen aan de verkiezingen voor het Schotse parlement.[2][3]